# Plérocercoïde

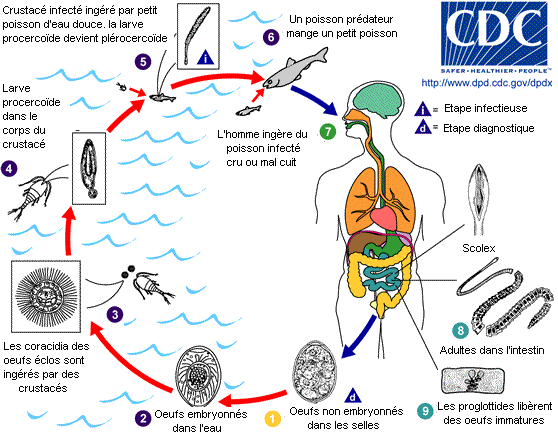
Cycle du bothriocéphale. La larve plérocercoïde est en haut.

Le mot Plérocercoide se réfère aux formes matures des stades infectieux de certains parasites pseudophyllidea tels que Diphyllobothrium latum.

La larve plérocercoïde des cestodes fait suite à la larve procercoïde.

Elle est de forme allongée et est la forme pathogène de la larve.